# 石垣ゆうき
石垣 ゆうき（いしがき ゆうき、1965年11月26日 - ）は、日本の漫画家。
本名、石垣 雄規。三重県四日市市出身。大阪芸術大学出身。
趣味はフルスクラッチビルドのフィギュア造り。猫を飼っている。
一般には、『週刊少年マガジン』に1990年から1999年まで不定期連載された『MMR マガジンミステリー調査班』の作画担当として有名。すっきりした絵柄ながら写実的な画も描き、ギャンブル、オカルト、探偵物など幅広い分野の作品を手がける。
代表作には先述の『MMR』の他、文庫版も発売されたギャンブル漫画『100万$キッド』などがある。
2014年時点、携帯電話は所持していない。父方の家系が年を取ると禿げやすくなる傾向にあり、その頃に敢えて坊主頭にしたが、母方の家系が禿げない血筋であることを知らず、自身は禿げるどころか生えていると語っている。
2014年時点では老眼が進行したためにデジタル作画へと移行。しかし、長時間画面を見て原稿を作成しているため、目を痛めやすい体質であることから、時折目薬を差している。

## 経歴
- 1985年、『月刊少年マガジン』5月号にて読切漫画「100万$キッド」でデビュー。
- その後、1986年41号から1988年19号にかけて『週刊少年マガジン』にて「100万$キッド」（原案協力：宮崎まさる）[5]を連載。
- 1988年、『週刊少年マガジン』40号にて「あいつはアインシュタイン」（原作：宮崎まさる）の読切を掲載。
- 1989年、同誌の5号から23号にかけて「あいつはアインシュタイン」（原作：宮崎まさる）を短期連載。
- 1990年から1999年まで、『週刊少年マガジン』にて代表作「MMR マガジンミステリー調査班」を不定期連載。
- 1996年から1997年まで、『マガジンSPECIAL』にて「スクープハンター多聞」を不定期連載。全4話。
- 2003年6月号から2006年3月号まで、『コミックボンボン』にて「マジシャン探偵A」を連載。
- 2008年、『週刊少年マガジン』21・22号、23号にてMMRの新たな読切（前後編）を掲載。メンバーは一新されている。

## 作品一覧

### 漫画
- 100万$キッド（1985、月刊少年マガジン）※読切、デビュー作
- 100万$キッド（原案協力：宮崎まさる）[5]（1986-1988、週刊少年マガジン、全9巻、KCデラックス版全7巻、文庫版全5巻）
- あいつはアインシュタイン（原作：宮崎まさる）（1989、週刊少年マガジン、全3巻）
- コシヒカリ劇場（1989、週刊少年マガジン）※読切
- くるぶしくん（1990、週刊少年マガジン）※読切
- MMR マガジンミステリー調査班（1990-1999、2008、2012-2015、週刊少年マガジンならびにプロジェクト・アマテラス、全13巻の後に続刊2巻）※不定期掲載
- 怨声『もっと苦しめ…』（マガジンSPECIAL 1994年4号）※読切。MMR マガジンミステリー調査班第5巻収録。
- スクープハンター多聞（1997、マガジンSPECIAL、全1巻）
- マジシャン探偵A（2003-2006、コミックボンボン、全8巻）
- 三国志大戦　2005年『No.155 R李典』、2010年『魏082 R楽進』
- 講談社　学習まんが　日本の歴史（１０）　戦国大名の争い（2020年）

### ドラマ
- MMR未確認飛行物体（1996年4月-9月）※原案者としてクレジット